# 5 000 mètres masculin aux Jeux olympiques de 1920
Pour un article plus général, voir Athlétisme aux Jeux olympiques de 1920.
Navigation
Stockholm 1912 Paris 1924
L'épreuve du 5 000 mètres masculin aux Jeux olympiques de 1920 s'est déroulée les 16 et 17 août 1920 au Stade olympique d'Anvers, en Belgique. Elle est remportée par le Français Joseph Guillemot.

## Résultats

### Finale
| Rang               | Athlète                     | Temps         |
| ------------------ | --------------------------- | ------------- |
| Médaille d'or      | Joseph Guillemot (FRA)      | 14 min 55 s 6 |
| Médaille d'argent  | Paavo Nurmi (FIN)           | 15 min 00 s 0 |
| Médaille de bronze | Eric Backman (SWE)          | 15 min 13 s 0 |
| 4                  | Teodor Koskenniemi (FIN)    | 15 min 17 s 0 |
| 5                  | Joe Blewitt (GBR)           | 15 min 19 s 0 |
| 6                  | William Seagrove (GBR)      | 15 min 21 s 0 |
| 7                  | Carlo Speroni (ITA)         |               |
| 8                  | Alfred Nichols (GBR)        |               |
| 9                  | Julien Van Campenhout (BEL) |               |
| 10                 | Nils Bergström (SWE)        |               |
| 11                 | Rudolf Falk (SWE)           |               |
| 12                 | Herbert Irwin (GBR)         |               |
| 13                 | Emanuel Lundström (SWE)     |               |
| —                  | Clifford Furnas (USA)       | DNF           |
| —                  | Hal Brown (USA)             | DNF           |
| —                  | Ivan Dresser (USA)          | DNF           |